# Chemische Gesellschaft der DDR

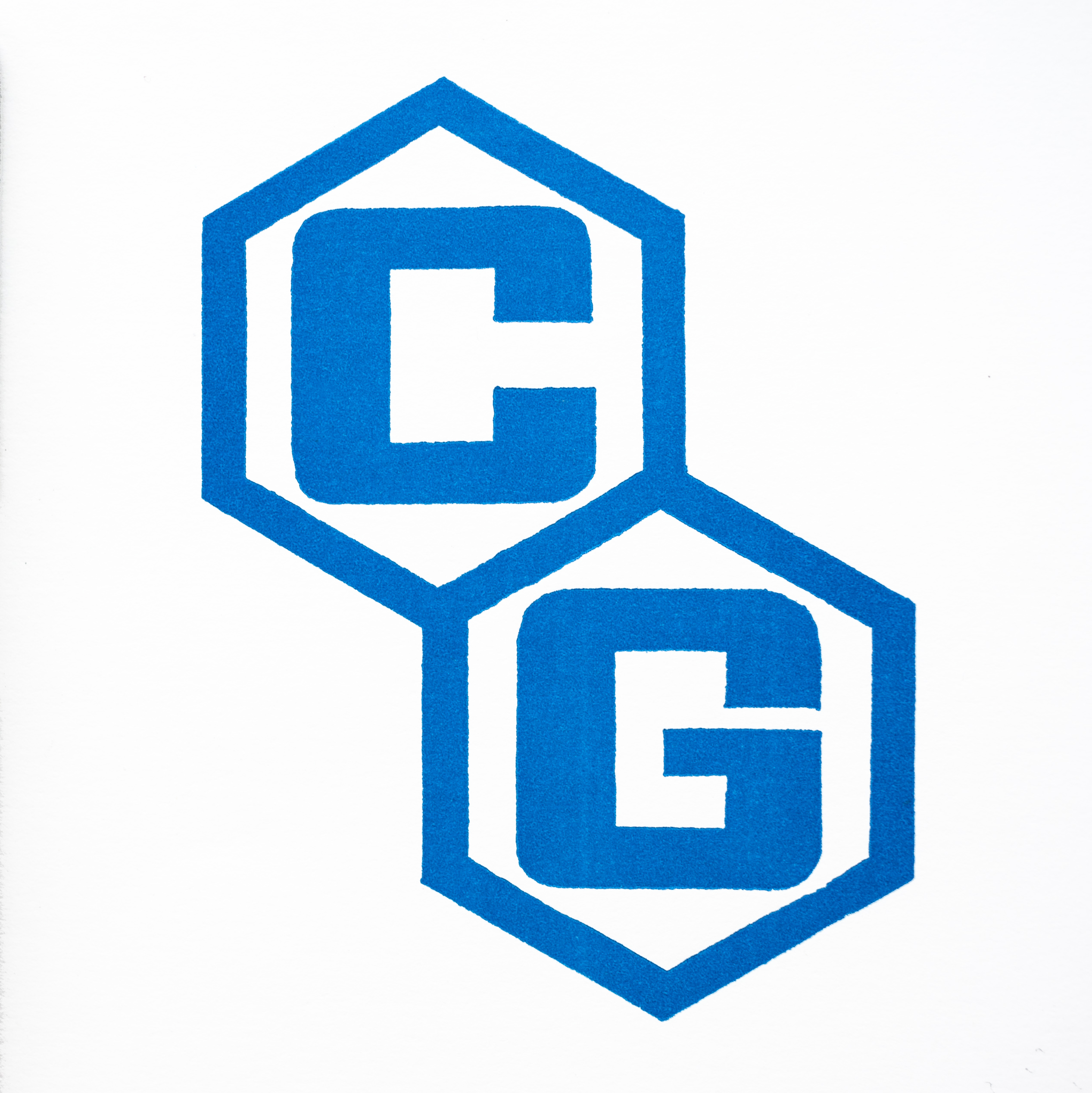
Logo der Chemischen Gesellschaft der DDR

Die Chemische Gesellschaft der DDR (teilweise kurz CG) wurde am 11. Mai 1953 gegründet, hat die Chemie in der Deutschen Demokratischen Republik gefördert und war die Fachorganisation der Chemiker aus Forschung, Lehre und Praxis.
Die Gesellschaft arbeitete eng mit den staatlichen Institutionen, der Akademie der Wissenschaften der DDR, der Kammer der Technik und den Betrieben der chemischen Industrie zusammen, sie veranstaltete wissenschaftliche Tagungen und Kolloquien. Weiterhin pflegte sie den Kontakt zu analogen Organisationen und Institutionen außerhalb der DDR.  Die Kommunikation mit den Mitgliedern erfolgte u. a. über das monatlich erscheinende „Mitteilungsblatt der Chemischen Gesellschaft der DDR“ und die unregelmäßig erscheinenden „Tagungsberichte der Chemischen Gesellschaft der DDR“. Gemeinsam mit der Gesellschaft Deutscher Chemiker (GDCh) gab die CG das Chemische Zentralblatt heraus, eine ehemals mächtige deutschsprachige Konkurrenz der Chemical Abstracts der American Chemical Society. Im Auftrag der CG wurden wichtige Fachzeitschriften herausgegeben:

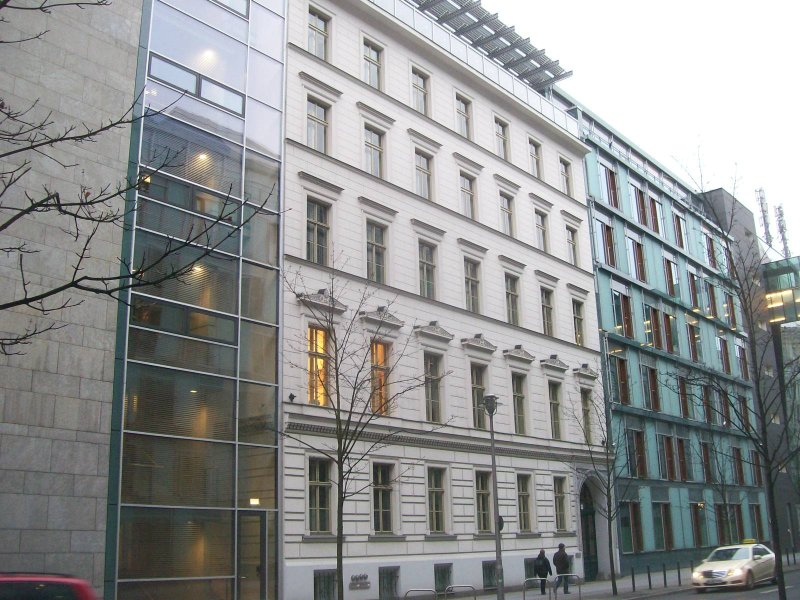
Geschäftsstelle der ehemaligen Chemischen Gesellschaft der DDR in Berlin

- Zeitschrift für Chemie (1961–1990)
- Journal für praktische Chemie
- Zeitschrift für physikalische Chemie

Die Listen der von der CG ausgezeichneten Preisträger (August-Kekulé-Medaille, Clemens-Winkler-Medaille und Friedrich-Wöhler-Preis) verzeichnen viele angesehene Wissenschaftler. Nach 1967 wurden an DDR-Chemiker – mit einer Ausnahme – keine Auszeichnungen der westdeutschen GDCh mehr vergeben.
Die CG war nach der Wende noch kurzzeitig als Chemische Gesellschaft existent, hat sich durch Entscheid der Mitglieder dann jedoch selbst aufgelöst. Viele Mitglieder der CG wechselten ab 1991 zur GDCh. Insofern besteht eine personenbezogene Verbindung zu dieser früheren wissenschaftlichen Gesellschaft, ähnlich wie während der Gründungsphase der GDCh, deren Neumitglieder zumeist auch Mitglieder in den älteren Organisationen Deutsche Chemische Gesellschaft (DChG, gegründet 1867) und VDCh gewesen waren.

## Vorsitzende der Chemischen Gesellschaft der Deutschen Demokratischen Republik
- 1953–1955 Erich Thilo
- 1955–1957 Johannes Nelles[2]
- 1957–1959 Wolfgang Langenbeck
- 1959–1961 Kurt Meyer
- 1961–1963 Hans H. M. Beyer
- 1963–1965 Friedrich Wolf
- 1965–1967 Günther Drefahl
- 1967–1969 Hans Singer
- 1969–1975 Hans-Joachim Bittrich
- 1975–1980 Manfred Rätzsch[3]
- 1980–1985 Burkart Philipp
- 1985–1988 Egon Fanghänel
- 1989–1990 Reinhard Nitzsche